# Calea parvifolia
Calea parvifolia là một loài thực vật có hoa trong họ Cúc. Loài này được (DC.) Baker mô tả khoa học đầu tiên năm 1884.